# Сузацький район (Киргизстан)
40°54′00″ пн. ш. 72°54′00″ сх. д. / 40.8999° пн. ш. 72.9001° сх. д.
Сузацький район (кирг. Сузак району) — район Джалал-Абадської області Киргизстану. Центр району — село Сузак.: